# Булгаково (Тёмкинский район)
 Булгаково — деревня в Смоленской области России, в Тёмкинском районе. Расположена в восточной части области в 4 км к востоку от Тёмкина, на правом берегу реки Воря, в 6 км к западу от границы с Калужской областью.
Население — 459 жителей (2007 год). Административный центр Павловского сельского поселения.

## История
Впервые упоминается в составе Медынского уезда Калужской губернии в 1904 году.